# 479-й пограничный отряд особого назначения
479-й пограничный отряд особого назначения (в/ч 3807, сокращение 479 ПООН или 479 ПогООН) — соединение пограничных войск, существовавший с 26 октября 1994 по май 1998 года в составе Калининградской группы ФПС РФ. Штаб — Калининградская область, Неманский район, посёлок Лесное.

## Командование
Командиры отряда
- подполковник Гильманов (октябрь 1994 — март 1995)
- полковник В. П. Спиридёнок (март 1995 — май 1998)

Начальники штаба
- подполковник В. Попков (1994—1996)
- полковник А. Лютов (1996—1998)[1]

## Задачи
Бойцы отряда направлялись на боевую стажировку и выполняли боевые задачи по охране и обороне границы с Чеченской Республикой и Афганистаном. Участвовали в Первой чеченской войне:
- 1995 год: Республика Дагестан, 1-я и 2-я ММГ (в районе Ботлиха, перевал Харами)
- 1996 год: Республика Ингушетия, 3-я ММГ (в районе Бамута)
- 1997 год: 2 резервные пограничные заставы на Таджико-Афганской границе (на участке Хорогского, Калай-Хумбского и Пянджского отряда).

## Погибшие бойцы
Во время командировки при выполнении боевых задач в 1995 году в Дагестане погиб рядовой Трошкин В.В.
При выполнении боевых задач в 1996 году  на административной границе Чечни с Ингушетией погибли:
- майор Сапаров Д. Э.
- младший сержант Ващенко А. Н.
- рядовой Железнов А. М.[2]
- рядовой Лествиг А. В.
- рядовой Кудимов Д. В.
- рядовой Вандышев Г. В.
- рядовой Филин М. В.
- рядовой Смирнов А. Н.
- рядовой Сугаков В. А.
- рядовой Трусов А. Н.
- рядовой Яковлев И. В.
- рядовой Родионов Е. А.[3]

## Память и награды
Бойцы отряда награждены орденами и медалями  за выполнение боевых задач. В городе Неман Калининградской области установлен памятник бойцам 479 ПООН, погибшим на Северном Кавказе. 2 августа отмечается день памяти погибших военнослужащих отряда.

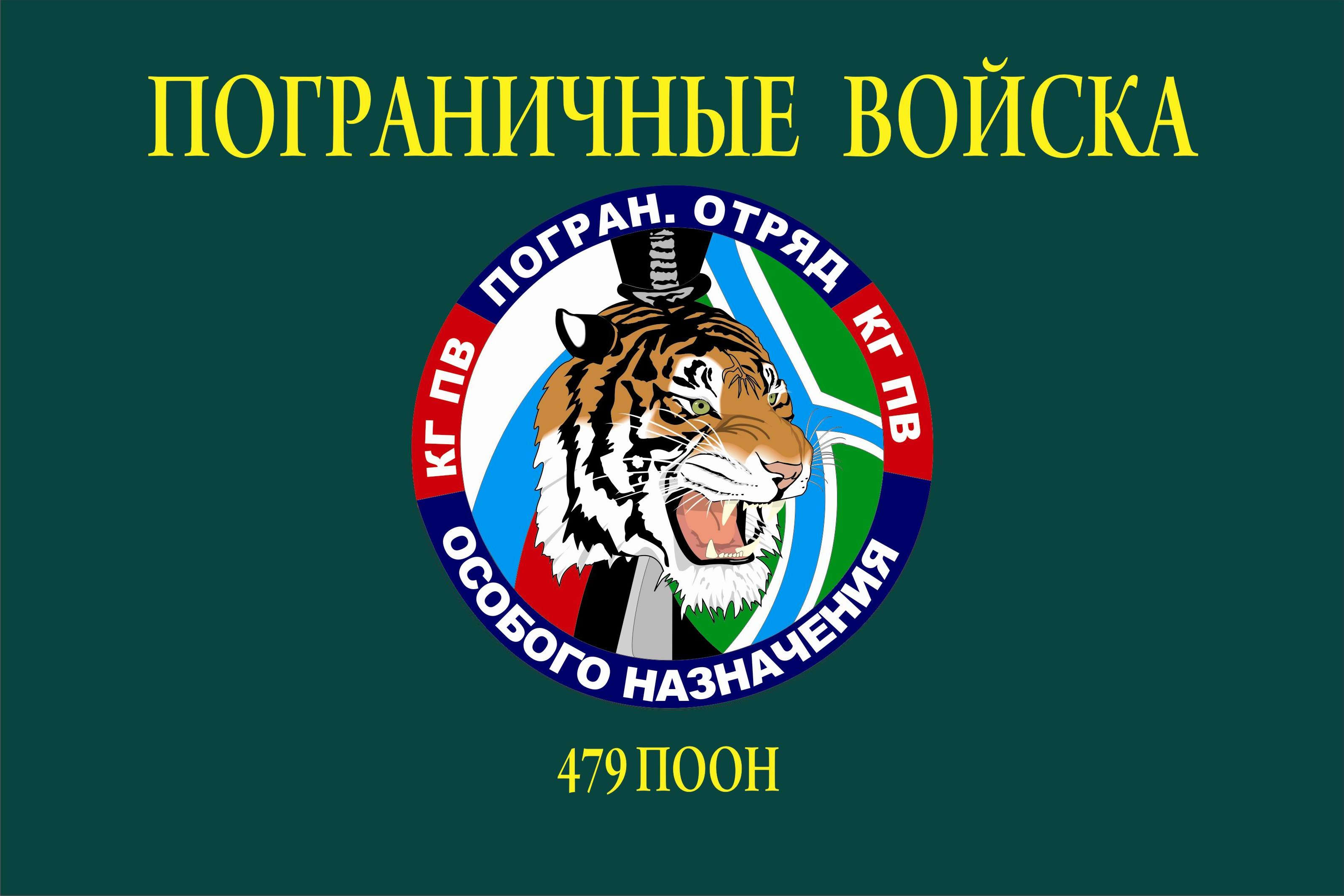
Неофициальный флаг 479 ПООН
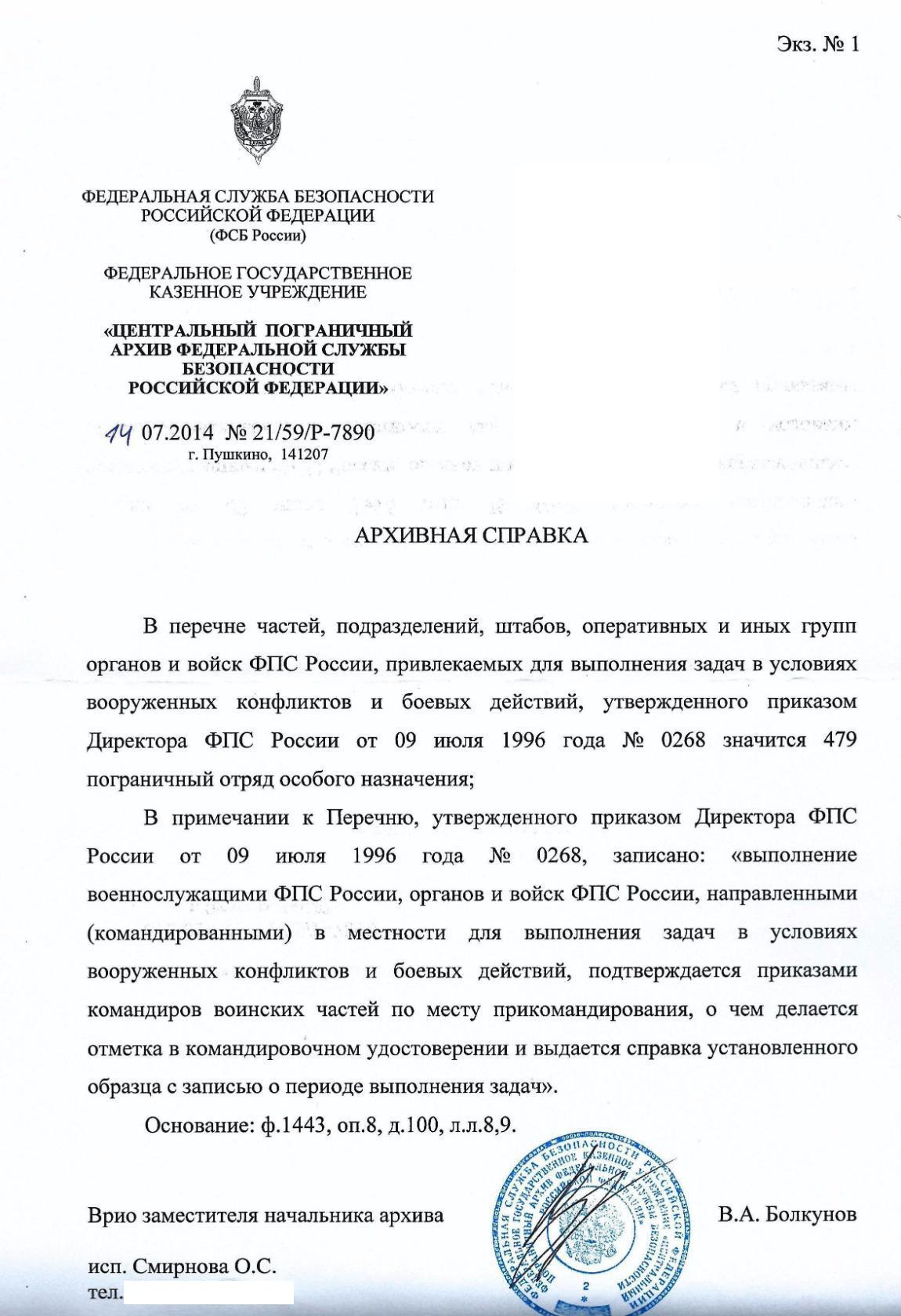
Архивная справка по 479 ПООН (в/ч 3807)